# Alter Wasserturm (Düren)

Der alte Wasserturm mit dem Maschinenhaus

Der alte Wasserturm stand in Düren, Nordrhein-Westfalen, auf dem Annakirmesplatz.

## Geschichte
Am 9. April 1884 erhielt die Stadt die landesherrliche Erlaubnis zur Ausgabe einer vierprozentigen Stadtobligation zur Finanzierung der Anlage, und bereits am 9. Juni 1884 konnte der erste Spatenstich zur Ausführung des Wasserwerks mit Wasserturm nach den Plänen des Wasserbauingenieurs Otto Intze und des Architekten Heinrich Damert getan werden, die beide an der Technischen Hochschule Aachen lehrten. Realisiert wurde die Wassergewinnung in unmittelbarer Nähe der Stadt aus einer 4,30 m starken Kiesschicht rechts der Rur, wo auf einer fast 10 m mächtigen Tonschicht eine Grundwasserströmung zur Stadt hin existierte. Gesammelt wurde das Wasser in geschlitzten eisernen Röhren von 30 bis 40 cm Durchmesser, die etwa 4 m unter der Oberfläche verliefen.
Das Wasser sammelte sich in einem 4 m tiefen Brunnen neben dem Wasserturm und wurde von dort über Steigleitungen mit Hilfe von zwei Gasmotoren in den 550 m³ fassenden Wasserbehälter des Turms gepumpt. Der Turm hatte bei einem Durchmesser von 15,40 m am Boden eine Höhe von 46 m und wurde so zu einem neuen Wahrzeichen der Stadt Düren.
Bereits am 25. Juli 1885 konnte das Wasserwerk offiziell seinen Betrieb aufnehmen. Zwei Hauptleitungen führten vom Wasserturm zum Markt, von dort aus wurde die weitere Verteilung vorgenommen.
Der im Zweiten Weltkrieg schwer beschädigte Wasserturm wurde am 7. November 1951 abgebrochen.